# Estonia na Letnich Igrzyskach Paraolimpijskich 2012
Estonię na Letnich Igrzyskach Paraolimpijskich 2012 w Londynie reprezentowało 3 zawodników: dwóch mężczyzn i jedna kobieta
Był to szósty start reprezentacji Estonii na letnich igrzyskach paraolimpijskich.

## Kadra

### Lekkoatletyka
Mężczyźni
| Zawodnik      | Konkurencja          | Kwalifikacje | Kwalifikacje | Finał   | Finał   |
| Zawodnik      | Konkurencja          | Czas         | Pozycja      | Czas    | Pozycja |
| ------------- | -------------------- | ------------ | ------------ | ------- | ------- |
| Juri Bergmann | pchnięcie kulą (F20) | —            | —            | 12.09 m | 9.      |

Kobiety
| Zawodnik   | Konkurencja          | Kwalifikacje | Kwalifikacje | Finał   | Finał   |
| Zawodnik   | Konkurencja          | Czas         | Pozycja      | Czas    | Pozycja |
| ---------- | -------------------- | ------------ | ------------ | ------- | ------- |
| Sirly Tiik | pchnięcie kulą (F20) | —            | —            | 11.54 m | 5.      |

### Pływanie
Mężczyźni
| Zawodnik        | Konkurencja                 | Kwalifikacje | Kwalifikacje | Finał   | Finał   |
| Zawodnik        | Konkurencja                 | Czas         | Pozycja      | Czas    | Pozycja |
| --------------- | --------------------------- | ------------ | ------------ | ------- | ------- |
| Kardo Ploomipuu | 50 m st. dowolnym (S10)     | 26.50        | 18.          | NQ      | NQ      |
| Kardo Ploomipuu | 100 m st. grzbietowym (S10) | 1:02.36      | 5. Q         | 1:01.32 | 4.      |